# Finally Famous
Finally Famous je debitantski studijski album repera Big Seana koji je objavljen 28. lipnja 2011. godine. Album je objavljen preko diskografskih kuća GOOD Music i Def Jam Recordings. Album sadrži tri singla "My Last" zajedno s Chris Brownom, "Marvin & Chardonnay" zajedno s Kanye Westom i Roscoe Dashom, te "Dance (A$$)".
Album je na top ljestvici Billboard 200 debitirao na poziciji broj tri. U prvom tjednu u Sjedinjenim Američkim Državama prodan je u 87.000 primjeraka. Album je do danas prodan u 196.000 primjeraka u SAD-u.

## Popis pjesama
| Br. | Skladba                                                    | Producent                       | Trajanje |
| --- | ---------------------------------------------------------- | ------------------------------- | -------- |
| 1.  | »Intro«                                                    | Kevin Randolph, Key Wane        | 1:14     |
| 2.  | »I Do It«                                                  | No I.D., The Legendary Traxster | 3:36     |
| 3.  | »My Last« (featuring Chris Brown)                          | No I.D.                         | 4:13     |
| 4.  | »Don't Tell Me You Love Me«                                | No I.D. Mike Posner             | 3:56     |
| 5.  | »Wait For Me« (featuring Lupe Fiasco)                      | No I.D., Exile                  | 3:57     |
| 6.  | »Marvin & Chardonnay« (featuring Kanye West & Roscoe Dash) | Andrew "Pop" Wansel, Mike Dean  | 3:43     |
| 7.  | »Dance (A$$)«                                              | Da Internz                      | 3:17     |
| 8.  | »Get It (DT)« (featuring Pharrell)                         | The Neptunes                    | 3:27     |
| 9.  | »Memories (Part II)« (featuring John Legend)               | No I.D.                         | 4:35     |
| 10. | »High« (featuring Wiz Khalifa & Chiddy Bang)               | Xaphoon Jones                   | 4:20     |
| 11. | »Live This Life« (featuring The-Dream)                     | No I.D.                         | 4:18     |
| 12. | »So Much More«                                             | No I.D.                         | 5:54     |

| 13. | »What Goes Around«                         | No I.D.                  | 4:18 |
| 14. | »Celebrity« (featuring Dwele)              | Filthy Rockwell, No I.D. | 3:47 |
| 15. | »My House«                                 | Boi-1da, Arthur McArthur | 3:36 |
| 16. | »100 Keys« (featuring Rick Ross & Pusha T) | WrighTrax                | 3:48 |

## Uzorci
- "My Last" sadrži uzorak pjesme "Can You Stand the Rain" New Editiona
- "Don't Tell Me You Love Me" sadrži uzorak pjesme "Breakeven" The Scripta
- "Wait for Me" sadrži uzorak pjesme "It's Too Late" Wilsona Picketta
- "Dance (A$$)" sadrži uzorak pjesme "U Can't Touch This" MC Hammera
- "High" sadrži uzorak pjesme "Fighter Plane" Ellie Goulding
- "So Much More" sadrži uzorak pjesme "Been This Way Before" Rogera Troutmana
- "Celebrity" sadrži uzorak pjesme "The Only Thing I Would Wish For" Angele Bofill
- "My House" sadrži uzorak pjesme "Ain't There Something Money Can't Buy" Young-Holt Unlimiteda

## Top ljestvice
| Top ljestvica (2011.)              | Završna pozicija |
| ---------------------------------- | ---------------- |
| Canadian Albums Chart              | 20               |
| SAD Billboard 200                  | 3                |
| SAD R&B/Hip-Hop Albums (Billboard) | 2                |
| SAD Rap Albums (Billboard)         | 1                |